# Élections européennes de 1984 en Italie
Les élections européennes de 1984 en Italie (en italien : Elezioni europee del 1984 in Italia) se tiennent le 17 juin 1984, afin d'élire les 81 députés européens italiens de la 2e législature du Parlement européen.
Ce scrutin intervient alors que le socialiste Bettino Craxi est au pouvoir depuis un an avec le soutien du Pentapartito, une alliance dominée par la Démocratie chrétienne (DC). Il se tient seulement six jours après la mort du secrétaire général du Parti communiste italien (PCI) et figure de la vie politique italienne, Enrico Berlinguer.
Le résultat est marqué par un fait unique dans l'histoire de la République italienne, surnommé le « sorpasso ». La victoire revient en effet au PCI, qui devance la DC pour la première fois depuis 1948, de 130 000 voix environ. La participation est en baisse d'environ trois points mais reste largement supérieure — de 23 points — à la moyenne européenne.

## Contexte
L'Italie est membre fondateur de la Communauté européenne du charbon et de l'acier (CECA) en 1951, de la Communauté économique européenne (CEE) en 1957 et de la Communauté européenne de l'énergie atomique (Euratom) en 1958. Le démocrate chrétien Alcide De Gasperi et le communiste Altiero Spinelli sont considérés comme faisant partie des « pères de l'Europe ».
Au sein de la Commission Thorn, formée en 1981, le démocrate chrétien Lorenzo Natali est commissaire à la Politique méditerranéenne, à l'Élargissement et à l'Information, tandis que le socialiste Antonio Giolitti est commissaire à la Politique régionale et aux Fonds européens.
Aux élections européennes du 10 juin 1979, la Démocratie chrétienne (DC) continue de dominer la vie politique italienne. Rassemblant 36,5 % des voix, elle fait élire 29 députés sur 81. C'est cinq de plus que le Parti communiste italien (PCI), qui obtient 29,6 %.
Le Parti socialiste italien (PSI) confirme son statut de troisième force politique et totalise 11 % des suffrages exprimés, repassant ainsi le seuil des 10 % dans une élection concernant l'ensemble des électeurs, ce qui lui donne neuf sièges. Il devance nettement le Mouvement social italien – Droite nationale (MSI-DN), qui fait élire quatre députés européens en ayant réuni 5,5 %.
Il est suivi du Parti social-démocrate italien (PSDI), qui totalise autant d'élus avec 4,3 %. Avec 3,7 % et trois sièges, le Parti radical (PR) confirme à l'époque sa place dans le jeu politique italien. Il se place ainsi devant le Parti libéral italien (PLI), auteur lui aussi d'une belle performance puisqu'avec 3,6 % et trois mandats, il surpasse le Parti républicain italien (PRI), qui rassemble 2,6 % et deux députés. Son résultat est ainsi plus du double du Parti d'unité prolétarienne pour le communisme (PdUP), qui obtient un élu avec 1,2 %.
En 1983, le secrétaire du PSI Bettino Craxi est nommé président du Conseil des ministres par Sandro Pertini, devenant le premier socialiste à accéder à la direction du gouvernement républicain.

## Mode de scrutin
Les députés européens sont élus au scrutin proportionnel plurinominal pour un mandat de cinq ans.
Le territoire italien est divisé en cinq circonscriptions, correspondant aux groupes de régions de l'ISTAT. Il n'y a pas de seuil électoral.
Le jour du vote, chaque électeur choisit dans sa circonscription une liste de candidats, et peut émettre jusqu'à trois votes de préférence. À l'issue du scrutin, les sièges sont répartis au niveau national à la proportionnelle de Hare. Les sièges attribués à chaque parti sont ensuite distribués dans les circonscriptions et accordés en priorité aux candidats ayant reçu le plus grand nombre de voix préférentielles.
Les candidatures représentant des minorités linguistiques (présentes en Vallée d'Aoste, Trentin-Haut-Adige et Frioul-Vénétie Julienne) ont la possibilité de se rattacher à une liste nationale. Dans ce cas, les votes obtenus par les minorités s'ajoutent à ceux de la liste de rattachement, et un siège est attribué à tout candidat linguistique dont la candidature rassemble au moins 50 000 suffrages.

## Campagne

### Principales forces politiques
| Parti | Parti                                                                                     | Groupe | Groupe       | Idéologie                                                       | Secrétaire            |
| ----- | ----------------------------------------------------------------------------------------- | ------ | ------------ | --------------------------------------------------------------- | --------------------- |
|       | Démocratie chrétienne Democrazia Cristiana                                                |        | Populaire    | Centre Démocratie chrétienne, antifascisme, anticommunisme      | Ciriaco De Mita       |
|       | Parti communiste italien Partito Comunista Italiano                                       |        | Communiste   | Gauche Communisme, eurocommunisme, marxisme-léninisme           | Alessandro Natta      |
|       | Parti socialiste italien Partito Socialista Italiano                                      |        | Socialiste   | Centre gauche Socialisme, social-démocratie, social-libéralisme | Bettino Craxi         |
|       | Mouvement social italien – Droite nationale Movimento Sociale Italiano - Destra Nazionale |        | Non-inscrits | Extrême droite Néofascisme, nationalisme, anticommunisme        | Giorgio Almirante     |
|       | Parti social-démocrate italien Partito Socialista Democratico Italiano                    |        | Socialiste   | Centre gauche Social-démocratie, socialisme                     | Pietro Longo          |
|       | Parti radical Partito Radicale                                                            |        | Indépendants | Centre gauche Radicalisme, libertarisme, anticléricalisme       | Roberto Cicciomessere |
|       | Parti libéral italien Partito Liberale Italiano                                           |        | Libéral      | Centre droit Libéralisme, Libéral-conservatisme, libérisme      | Valerio Zanone        |

## Résultats

### Voix et sièges
| Parti                    | Parti                                                | Suffrages  | Suffrages | Sièges  | Sièges        |
| Parti                    | Parti                                                | Voix       | %         | Députés | +/-           |
| ------------------------ | ---------------------------------------------------- | ---------- | --------- | ------- | ------------- |
|                          | Parti communiste italien (PCI)                       | 11 714 428 | 33,33     | 27      | 3             |
|                          | Démocratie chrétienne (DC)                           | 11 583 767 | 32,96     | 26      | 3             |
|                          | Parti socialiste italien (PSI)                       | 3 940 445  | 11,21     | 9       | en stagnation |
|                          | Mouvement social italien – Droite nationale (MSI-DN) | 2 274 556  | 6,47      | 5       | 1             |
|                          | Parti républicain italien (PRI)                      | 2 140 501  | 6,09      | 3       | 1             |
|                          | Parti libéral italien (PLI)                          | 2 140 501  | 6,09      | 2       | 1             |
|                          | Parti social-démocrate italien (PSDI)                | 1 225 462  | 3,49      | 3       | 1             |
|                          | Parti radical (PR)                                   | 1 199 876  | 3,41      | 3       | en stagnation |
|                          | Démocratie prolétarienne (DP)                        | 506 753    | 1,44      | 1       | en stagnation |
|                          | Autres                                               | 555 765    | 1,58      | 2       | en stagnation |
|                          |                                                      |            |           |         |               |
| Votes valides            | Votes valides                                        | 35 141 553 | 94,80     |         |               |
| Votes blancs et nuls     | Votes blancs et nuls                                 | 1 928 093  | 5,20      |         |               |
| Total                    | Total                                                | 37 069 626 | 100,00    | 81      |               |
| Abstention               | Abstention                                           | 7 878 627  | 17,53     |         |               |
| Inscrits / participation | Inscrits / participation                             | 44 948 253 | 82,47     |         |               |

### Analyse
Près de huit millions d'Italiens font le choix de s'abstenir, établissant un nouveau record dans l'histoire de la République, même si le taux final de participation est supérieure de 23 points à la moyenne européenne.
Gagnant 3,8 points et 1 353 100 voix, le PCI, dont le secrétaire général Enrico Berlinguer est mort six jours plus tôt, devient pour la seule et unique fois de son histoire le premier parti d'Italie. Il fait ainsi élire 27 députés européens, soit un de plus que la DC. Celle-ci perd en effet 3,5 points, soit 1 190 600 suffrages favorables. C'est là son plus mauvais résultat depuis 30 ans. Cet échec ne l'empêche pas de dominer le territoire italien, puisque les démocrates chrétiens devancent les communistes dans quatre des cinq circonscriptions.
Le PSI reste stable avec ses neuf parlementaires et ses 11,2 %. S'il reste devant le MSI-DN, celui-ci gagne un siège de plus après avoir augmenté son total de voix de 365 500 bulletins. Cette progression ne permet donc pas à l'union entre le PLI et le PRI — qui siègent tous deux au groupe libéral — de devenir la quatrième force politique italienne. Cette alliance est même un échec puisqu'elle réunit 415 700 suffrages de moins que les deux partis séparés en 1979. Le PRI en profite cependant pour gagner un siège au détriment du PLI.
Le PSDI est lui aussi en recul puisqu'il perd 20 % de son soutien populaire en cinq ans, ainsi qu'un député. Sa représentation parlementaire égale donc celle du PR, qui conserve ses trois sièges. L'écart qui les sépare fond de 88 %, passant de près de 230 000 voix à seulement 25 000 suffrages. La DP profite elle de la disparition du PdUP : alors qu'elle comptait moins de 1 % des voix en 1979, elle double son score tout en ne conservant qu'un seul parlementaire.

Carte de résultats des élections de 1984.
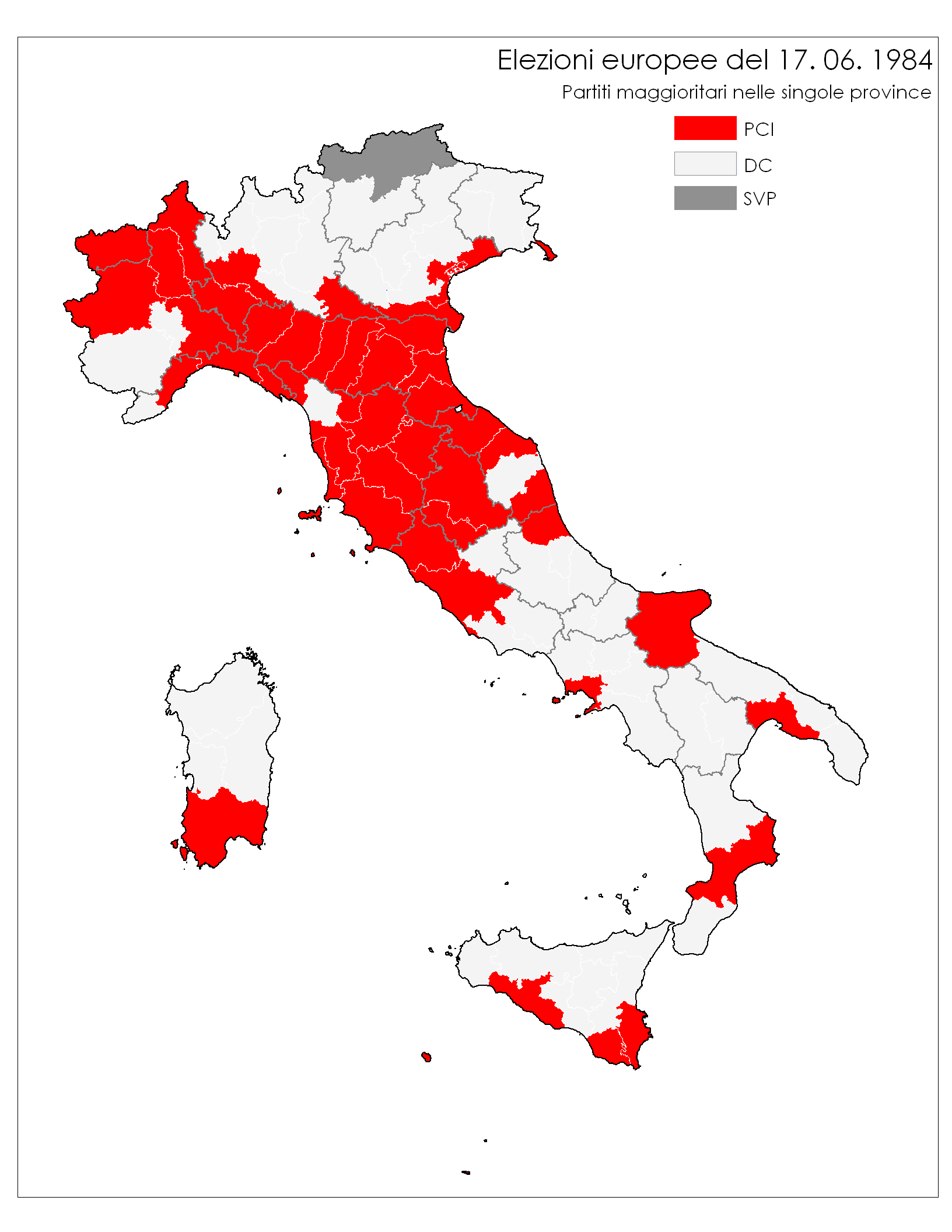
Parti en tête par province.

### Conséquences
L'Italie Giovanni Cervetti est élu président du groupe communiste et apparentés.